# هاريسون جاي هنت
هاريسون جاي هنت (بالإنجليزية: Harrison J. Hunt)‏ هو جراح أمريكي، ولد في 1878، وتوفي في 1967.